# Танса (комуна)
Танса (рум. Tansa) — комуна у повіті Ясси в Румунії. До складу комуни входять такі села (дані про населення за 2002 рік):
- Сухулец (1367 осіб)
- Танса (1672 особи)

Комуна розташована на відстані 289 км на північ від Бухареста, 38 км на південний захід від Ясс.

## Населення
За даними перепису населення 2002 року у комуні проживали 3039 осіб, усі — румуни. Усі жителі комуни рідною мовою назвали румунську.
Склад населення комуни за віросповіданням:
| Релігія       | Кількість осіб | Відсоток |
| ------------- | -------------- | -------- |
| православні   | 2982           | 98,1%    |
| старообрядці  | 10             | 0,3%     |
| римо-католики | 1              | < 0,1%   |
| п'ятдесятники | 1              | < 0,1%   |
| адвентисти    | 1              | < 0,1%   |